# Dassault Étendard II
Die Dassault Étendard II war der Prototyp für ein Jagdflugzeug des französischen Herstellers Dassault Aviation, das der Dassault-Mystère-Serie nachfolgen sollte.

## Geschichte
Ende 1953 schrieb die französische Luftwaffe einem leichten Jagdbomber aus. Die französische Marine suchte gleichzeitig ein ähnliches Flugzeug, um sie von ihren Flugzeugträgern aus einzusetzen. Dassault begann deshalb das ursprünglich Mystère XXII bezeichnete Projekt. Zwei Prototypen wurden im November 1954 bestellt. Der erste startete zu seinem Erstflug am 23. Juli 1956, der zweite wurde nicht fertiggestellt. Das Flugzeug wurde der französischen Luftwaffe zur Bewertung vorgestellt, jedoch zugunsten der Dassault Mirage III abgelehnt. Die Marine entschied sich für die Parallelentwicklung Étendard IV.

## Konstruktion
Die Étendard II besaß den überarbeiteten Rumpf der Mirage III, die gepfeilten Tragflächen der Dassault Super Mystère B2 und wurde von zwei Turboméca-Gabizo-Strahltriebwerken mit je 18,4 kN Schub angetrieben und sollte mit zwei 30-mm-Kanonen und Raketen in einem Waffenschacht bewaffnet werden. Zusätzlich sollten auch Bomben oder Raketen unter den Tragflächen befestigt werden können. Die Leistungen erwiesen sich jedoch als zu schwach und erreichten nicht die Anforderungen der französischen Luftwaffe, sodass die weitere Entwicklung zu Gunsten der Mirage-Serie 1956 abgebrochen wurde.

## Technische Daten

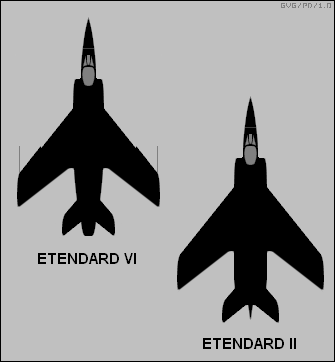
Unterschiede zwischen der Étendard II und IV

| Kenngröße             | Daten                                                      |
| --------------------- | ---------------------------------------------------------- |
| Besatzung             | 1                                                          |
| Länge                 | 12,89 m                                                    |
| Spannweite            | 8,74 m                                                     |
| Höhe                  | 3,80 m                                                     |
| Flügelfläche          | 24,2 m²                                                    |
| Flügelstreckung       | 3,2                                                        |
| Leermasse             | 4210 kg                                                    |
| max. Startmasse       | 5650 kg                                                    |
| Höchstgeschwindigkeit | 1054 km/h                                                  |
| Dienstgipfelhöhe      | 15.000 m                                                   |
| Reichweite            | 1100 km                                                    |
| Triebwerke            | 2 × Strahltriebwerke Turbomeca Gabizo mit je 18,4 kN Schub |